# Нагешвари
Нагешвари (бенг. নাগেশ্বরী, англ. Nageshwari) — город на севере Бангладеш, административный центр одноимённого подокруга. Площадь города равна 35,2 км². По данным переписи 2001 года, в городе проживало 39 731 человек, из которых мужчины составляли 52,02 %, женщины — соответственно 47,98 %. Плотность населения равнялась 1129 чел. на 1 км². Уровень грамотности населения составлял 28,1 % (при среднем по Бангладеш показателе 43,1 %). 